# Azerbaigian ai XX Giochi olimpici invernali
L'Azerbaigian ha partecipato ai XX Giochi olimpici invernali di Torino, che si sono svolti dal 10 al 26 febbraio 2006, con una delegazione di 2 atleti.

## Pattinaggio di figura
| Gara              | Atleta                      | Obbligatorio | Obbligatorio | Breve/Originale | Breve/Originale | Libero | Libero | Totale | Totale |
| Gara              | Atleta                      | Punti        | Pos.         | Punti           | Pos.            | Punti  | Pos.   | Punti  | Pos.   |
| ----------------- | --------------------------- | ------------ | ------------ | --------------- | --------------- | ------ | ------ | ------ | ------ |
| Danza su ghiaccio | Kristin Fraser Igor Lukanin | 27,27        | 20           | 43,83           | 19              | 77,14  | 17     | 148,24 | 19     |